# Illmersdorf (Ihlow)
Illmersdorf is een plaats in de Duitse deelstaat Brandenburg, ten zuiden van de hoofdstad Berlijn. Tot 31 december 2001 was Illmersdorf een zelfstandige gemeente. Sindsdien is het een Ortsteil van de gemeente Ihlow.

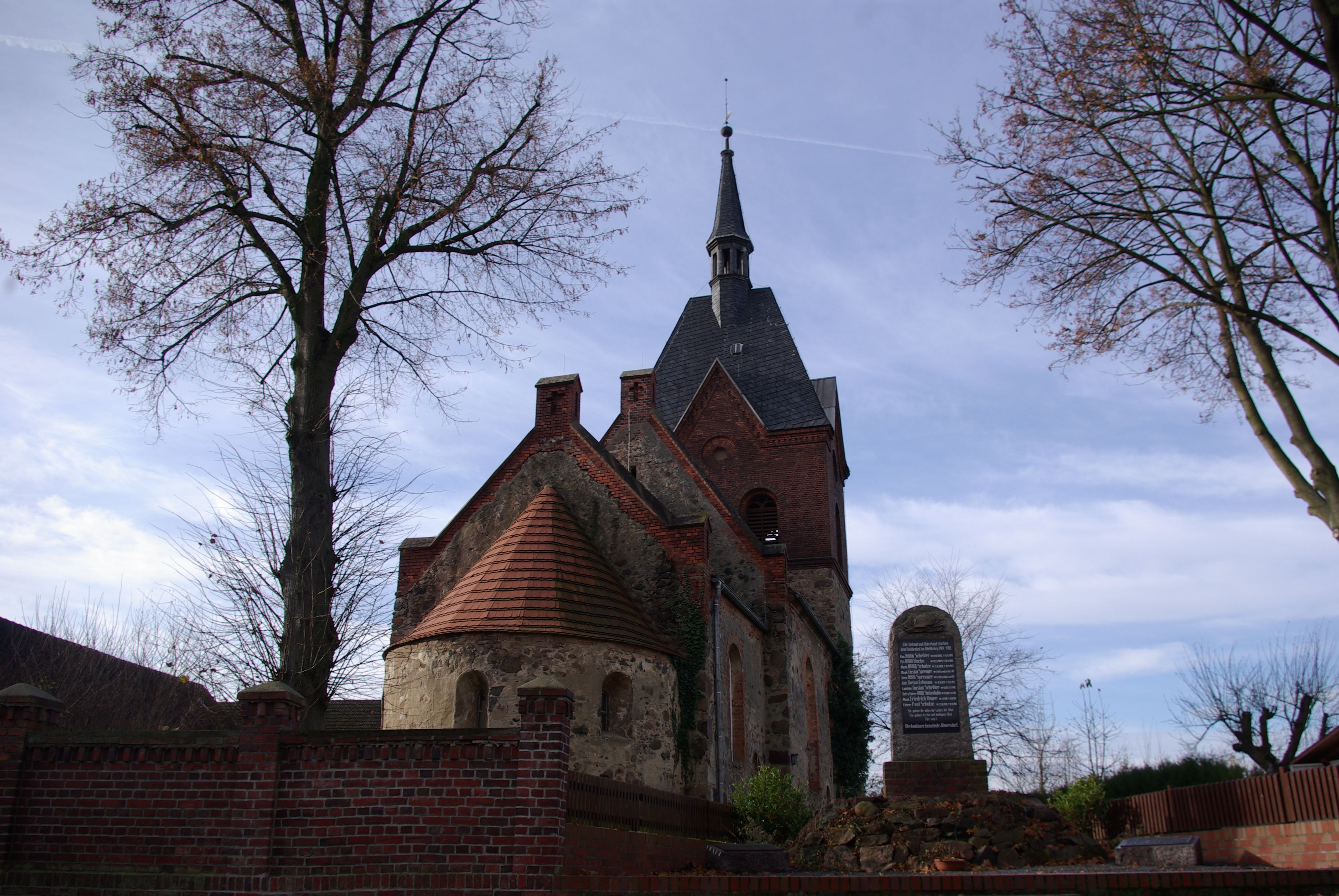
De kerk van Illmersdorf

De dorpskerk van Illmersdorf dateert uit de 13e eeuw.
Illmersdorf is een weinig belangrijk boerendorpje met ongeveer 100 inwoners.
Bollensdorf · Ihlow · Illmersdorf · Mehlsdorf · Niendorf · Rietdorf